# Treffiagat
Treffiagat (en bretó Triagad) és un municipi francès, situat a la regió de Bretanya, al departament de Finisterre. L'any 2006 tenia 2.241 habitants.

## Demografia
| 1962                                       | 1968  | 1975  | 1982  | 1990  | 1999  |  |
| ------------------------------------------ | ----- | ----- | ----- | ----- | ----- |  |
| 2.603                                      | 2.449 | 2.484 | 2.360 | 2.333 | 2.168 |  |
| Des de 1962: població sense dobles comptes |       |       |       |       |       |  |

## Administració
| Període   | Identitat          | Partit |
| --------- | ------------------ | ------ |
| 2001-2008 | Sébastien Melennec |        |
| 2008-     | David Chevrier     |        |